# 2005 EN302
2005 EN302, também escrito como 2005 EN302, é um objeto transnetuniano que está localizado no Cinturão de Kuiper, uma região do Sistema Solar. Este corpo celeste é classificado como um cubewano. Ele possui uma magnitude absoluta de 7,0 e tem um diâmetro estimado com 175 km.

## Descoberta
2005 EN302 foi descoberto no dia 11 de março de 2005 pelo astrônomo Marc W. Buie.

## Órbita
A órbita de 2005 EN302 tem uma excentricidade de 0,079 e possui um semieixo maior de 45,249 UA. O seu periélio leva o mesmo a uma distância de 41,675 UA em relação ao Sol e seu afélio a 48,823 UA.